# 生気嶺駅
生気嶺駅（センギリョンえき、생기령역）は朝鮮民主主義人民共和国咸鏡北道鏡城郡に位置する朝鮮民主主義人民共和国鉄道省平羅線の駅である。

## 歴史
- 1927年12月1日：開業[1]。